# Giulia Di Vita
Giulia Di Vita (Palermo, 24 novembre 1984) è una politica italiana, deputata del Movimento 5 Stelle della XVII Legislatura.

## Biografia
Nasce il 24 novembre 1984 a Palermo da genitori di origini favignanesi (Isole Egadi, Trapani). Ha una sorella minore, con sindrome di Down.
Consegue la maturità classica nel 2003 presso il Liceo Ginnasio Statale G. Meli di Palermo con valutazione 95/100. Consegue la laurea magistrale in ingegneria gestionale nel 2012, presso l'Università degli Studi di Palermo, votazione 110/110, con una tesi di laurea sperimentale in Metodi Statistici per la Gestione del Rischio e dell’Innovazione dal titolo Tecniche di aggregazione dei giudizi in ambito DST- Dempster-Shafer Theory: un’applicazione in ambito sanitario, condotta presso l'unità di Farmacia dell'Azienda Ospedaliera A.R.N.A.S. Civico Di Cristina Benfratelli di Palermo. Nel 2013 consegue l'abilitazione alla professione di ingegnere (Settore industriale, classe 34/S).

## Attività politica
Entra a far parte del meetup "Gli Amici di Beppe Grillo di Palermo" a partire dal V-Day dell'8 settembre 2007.
Aderisce al comitato organizzativo che nel 2009 si occupa delle manifestazioni del 17, 18 e 19 luglio in memoria della strage di via D'Amelio su iniziativa di Salvatore Borsellino, fratello di Paolo.
Si candida alle elezioni amministrative del 6-7 maggio 2012 come consigliere comunale a Palermo con la lista del M5S ottenendo 228 voti di preferenza, non risultando eletta.
Si candida alle parlamentarie del Movimento 5 Stelle per le politiche 2013 aggiudicandosi il secondo posto in lista, dietro il capolista Riccardo Nuti. Viene eletta alla Camera dei deputati il 24-25 febbraio 2013 all'età di 28 anni risultando tra i deputati più giovani under 30. Diviene membro della commissione parlamentare XII Affari Sociali della Camera, dove si occupa di temi inerenti alle politiche sociali e alla sanità, in special modo sotto il profilo gestionale, tecnologico e digitale, nonché di misure anticorruzione nella Pubblica Amministrazione.
È firmataria, insieme alla deputata Maria Edera Spadoni, della legge di ratifica della Convenzione di Istanbul, contro la violenza sulle donne, approvata dal Parlamento Italiano nel 2013.
Nel 2014 rientra nelle classifiche TweetPolitics tra i politici più ritwittati e tra i più attivi su Twitter.
Nel 2015 lancia in conferenza stampa con Ferdinando Imposimato, presso Palazzo dei Normanni a Palermo, il portale del M5S in Sicilia per la raccolta di segnalazioni di sospetti atti illeciti nella Pubblica Amministrazione siciliana. Il sito raccoglie oltre 200 segnalazioni nelle prime due settimane.
Promuove l'applicazione della Convenzione ONU per i diritti delle persone con disabilità presentando, tra tutti, la proposta di legge contro il maltrattamento dei soggetti fragili nelle strutture di cura, proponendo l'introduzione degli standard ICF per la riforma dei criteri di accertamento della disabilità, e l'applicazione dell'universal design come principio di progettazione.
Presenta una mozione di contrasto ai fenomeni di corruzione in sanità, approvata dalla Camera dei Deputati il 15 ottobre 2015, che promuove, in particolare, la sperimentazione di modelli e software gestionali per il monitoraggio, la tracciabilità e l'efficienza della spesa sanitaria delle aziende ospedaliere italiane.
Si intesta la battaglia per la revisione del sistema di calcolo dell'ISEE, su cui pende una sentenza del Consiglio di Stato, presentando, oltre ad atti di sindacato ispettivo ed emendamenti, una mozione alla Camera dei Deputati votata il 31 marzo 2016.
Nel 2016, in seguito a diversi atti di sindacato ispettivo, presenta un esposto alla Procura della Repubblica e alla Corte dei Conti sui ritardi, e conseguente spreco di danaro pubblico, dell'incompiuta Ismep - Istituto mediterraneo di eccellenza pediatrica siciliano da cui prende il via una inchiesta della Procura di Palermo tuttora in corso.
Nel 2016 la sua comunicazione su Twitter diventa oggetto di studio, insieme ad altri nove politici dei maggiori partiti italiani, del paper a cura di Phin, Freie Universität Berlin.
È relatore di minoranza della Commissione XII Affari Sociali per il M5S del disegno di legge delega recante norme relative al contrasto della povertà, all'esame della Camera nel febbraio 2016.
Nel 2017 sottopone a Raffaele Cantone, presidente dell'Autorità Nazionale Anticorruzione, alcune segnalazioni sul mancato rispetto dei criteri di trasparenza nella scelta dei manager della sanità in Sicilia da cui scaturisce, da parte dell'ANAC, l’apertura di un’istruttoria e un “procedimento di vigilanza” sul processo relativo alle nomine in ambito sanitario effettuate dal governo regionale siciliano a guida Crocetta.
Il 28 novembre 2016 viene indagata dalla procura di Palermo nell'ambito dell'inchiesta sulle firme false di M5S per le amministrative palermitane del 2012 citata dal deputato regionale M5S dell'Assemblea Regionale Siciliana, reo confesso, Giorgio Ciaccio. Il 29 novembre il collegio dei probiviri dispone la sua "sospensione cautelare dal Movimento 5 Stelle". Il 29 marzo 2017 si sottopone ad interrogatorio rilasciando il saggio grafico richiesto dagli inquirenti.
Il 14 aprile 2017 sul blog del Movimento, Beppe Grillo informa che "verrà chiesto ai probiviri di valutare nuove sanzioni oltre a quelle già applicate e all'assemblea dei parlamentari di procedere anche alla sospensione temporanea dal gruppo parlamentare". In conseguenza di ciò, il 18 aprile 2017, assieme al collega Riccardo Nuti, si auto sospende abbandonando il gruppo parlamentare del Movimento 5 Stelle alla Camera dei Deputati per passare temporaneamente al Gruppo misto.
Il 27 novembre 2017 termina la sospensione cautelare disposta dal collegio dei probiviri del M5S e, conseguentemente, anche l'autosospensione. Avvia quindi le procedure per il reintegro, non avvenuto, nel gruppo parlamentare del M5S.
Conclude il proprio mandato parlamentare nel marzo 2018.